# 蒂旺塞勒
蒂旺塞勒（法語：Thivencelle，法語發音：[tivɑ̃sɛl]）是法国上法蘭西大區北部省的一个市镇，属于瓦朗谢讷区。

## 地理
蒂旺塞勒（50°26'30"N, 3°38'12"E）面积4.03 平方千米，位于法国上法蘭西大區北部省，该省份为法国最北部的省份及最长的省份，西北濒北海，西接加来海峡省，南至埃纳省和索姆省，东与比利时接壤。
与蒂旺塞勒接壤的市镇（或旧市镇、城区）包括：克雷潘、埃斯科河畔孔代、卡鲁布勒、圣艾贝尔。

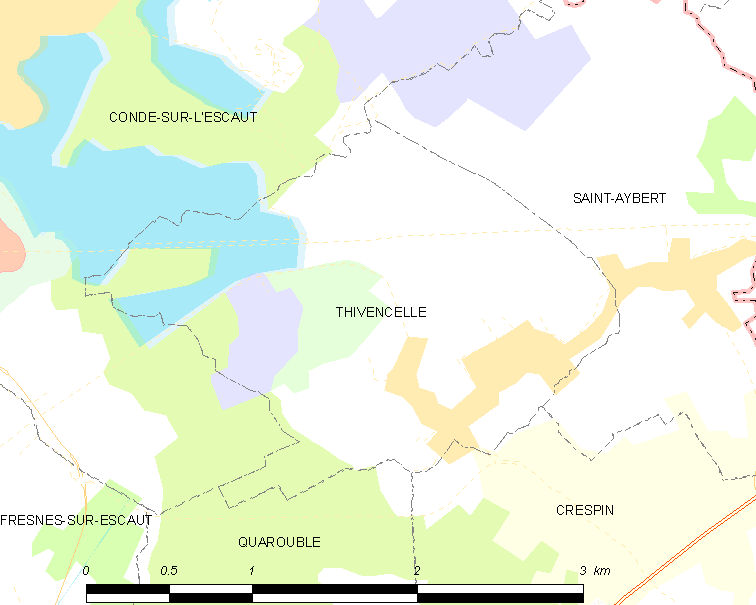
蒂旺塞勒的OSM定位图

蒂旺塞勒的时区为UTC+01:00、UTC+02:00（夏令时）。

## 行政
蒂旺塞勒的邮政编码为59163，INSEE市镇编码为59591。

## 政治
蒂旺塞勒所属的省级选区为马尔利县。

## 人口

1962-2008年间蒂旺塞勒人口变化图示

蒂旺塞勒于2022年1月1日时的人口数量为820人。